# حسین عباس‌زاده امامی
حسین امامی راد  نمایندهٔ دورهٔ یازدهم و دوازدهم مجلس شورای اسلامی است. او توانست در یازدهمین انتخابات مجلس شورای اسلامی برای دومین‌بار، از حوزه انتخابیه چناران، طرقبه‌شاندیز و گلبهار از استان خراسان رضوی انتخاب گردد. حسین امامی راد در مجلس یازدهم رئیس فراکسیون مبارزه با فساد بود و هم اکنون عضو کمیسیون آموزش، تحقیقات و فناوری مجلس شورای اسلامی می‌باشد.